# Gare de Lambusart
La gare de Lambusart est une ancienne gare ferroviaire belge de la ligne 147, de Landen à Tamines via Fleurus et Gembloux située près de Lambusart hameau de la commune de Fleurus située en Région wallonne dans la province de Hainaut.
Elle est mise en service en 1876 par les Chemins de fer de l’État belge. Elle a depuis été fermée à tous trafics[Quand ?] et démolie.

## Situation ferroviaire
La gare de Lambusart était située au point kilométrique (PK) 5,90 de la ligne 147, de Landen à Tamines et constituait le PK 0,0 de la ligne 121 de Lambusart à Y Wilbeauroux.

## Histoire
La section de Fleurus à Tamines est mise en service en 1868 par la Compagnie du Chemin de Fer de Tamines à Landen, 6 ans après le reste de la ligne (de Fleurus à Landen) et ne comportait aucun arrêt entre Fleurus et Tamines.
La compagnie du Tamines à Landen, composante de la Société générale d'exploitation de chemins de fer est nationalisée le 1er janvier 1871.
L’Administration des chemins de fer de l’État belge met en service la station de Lambusart, le 20 septembre 1876.
Elle se trouve proximité de la bifurcation (en triangle) avec la ligne vers Gilly faisant partie de la ceinture ferroviaire de Charleroi, futures lignes 119, 120, 121 et 131 (fermées). Cette ligne de ceinture, ouverte entre 1874 et 1880, a ajouté un grand trafic, principalement de marchandises, venant des charbonnages, verreries, usines métallurgiques et autres industries du bassin de Charleroi.
La gare de Lambusart est plus tard dotée d'un bâtiment des recettes de plan type 1881 doté d'une aile de trois travées à gauche.
À partir de 1909, les Chemins de fer de l’État belge entreprennent de mettre à double voie la ligne 147 afin d'y faire transiter des trains complets de minerai entre les mines de fer du bassin de Briey et les forges de Clabecq puis des trains de coke entre l'usine de Sluiskil et la région de Longwy. Un projet prévoyait d'ajouter au moins 3 voies de garage et de triage aux 3 voies existantes de la gare. Il faudra attendre les années 1920 pour qu'une véritable gare de triage avec des voies de déchargement soit construite entre la gare de Lambusart et la rue du Wainage, dotée d'un grand pont arqué en béton achevé en 1922.
Durant l'entre-deux-guerres, Lambusart voit à la fois passer des trains vers Charleroi et des trains de marchandises internationaux entrant en Belgique par l'Athus-Meuse, via Tamines, et gagnant la ligne de Fleurus à Ottignies. Après-guerre, ce trafic de transit décline, la ligne est remise à simple voie et les trains de voyageurs disparaissent au début des années 1960.
Le double raccord en direction du Vieux-Campinaire est fermé et démonté en 1959. La section de Lambusart à Fleurus ferme en 1973 et celle de Lambusart à Tamines est supprimée, en même temps que la gare, en 1979.
Le bâtiment de la gare est rasé à cette époque, un parking a pris sa place.
L'emplacement des voies devient un terrain vague. Toutefois, à partir de 1997, la ligne est sortie de sa torpeur pour redevenir le prolongement vers Louvain et Anvers de l'Athus-Meuse qui sera électrifiée de 1999 à 2001.
Pour ce faire, la section Tamines-Fleurus est reposée (avec une courbe nouvelle vers Auvelais) mais l'emplacement des voies de garage de Lambusart disparaît sous une couche de déblais. Le pont de la rue du Wainage est démoli au profit d'un ouvrage plus étroit pour 2 voies seulement assez haut pour électrifier la ligne.
La ligne doit pouvoir être remise à deux voies si le trafic vient à augmenter à l'avenir. Aucun trafic voyageurs n'y circule en service régulier.